# Mike Williamson
Michael James Williamson (Stoke-on-Trent, 8 novembre 1983) è un allenatore di calcio ed ex calciatore inglese, di ruolo difensore.

## Carriera
Durante la sua carriera ha giocato con molti club, tra cui il Newcastle United, in cui ha militato dal 2010 al 2015.

## Palmarès

### Giocatore

#### Competizioni nazionali
- National League North: 1

Gateshead: 2021-2022

### Allenatore

#### Competizioni nazionali
- National League North: 1

Gateshead: 2021-2022